# Europese weg 83
De Europese weg 83 of E83 is een Europese weg die loopt van Jablanica in Bulgarije naar Sofia in Bulgarije.

## Algemeen
De Europese weg 83 is een Klasse A Noord-Zuid-verbindingsweg en verbindt het Bulgaarse Bjala met het Bulgaarse Sofia en komt hiermee op een afstand van ongeveer 250 kilometer. De route is door de UNECE als volgt vastgelegd: Bjala - Pleven - Jablanica - Botevgrad - Sofia.